# SIOE
SIOE (Stop Islamisation Of Europe, Stop Islamisering van Europa) is een Europese belangengroepering die de islam wil weren uit de Europese politiek en de islamisering van Europa een halt toeroepen.
De organisatie ontstond uit een samenwerking van de Deense politieke partij SIAD (Stop Islamiseringen af Danmark) en een vrije samenwerking van mensen uit Engeland die de shariawetgeving wil tegenhouden.

## SIOE Nederland
De Nederlandse afdeling is op 23 september 2007 opgericht. De groep stelt zich als doel te verhinderen dat de islam een dominante politieke kracht wordt binnen Europa.
In 2008 organiseerde SIOE Nederland een demonstratie voor vrijheid van meningsuiting en tegen de bouw van moskeeën en sharia.
De protestdemonstratie werd door weinig mensen bezocht.
Ook bij een tweede demonstratie in Den Haag kwamen slechts enkele demonstranten. De gemaakte afspraak met de PVV om een manifest aan te bieden werd kort vooraf afgezegd.
Op 6 februari 2008 werd de website van SIOE Nederland afgesloten na een klacht van het Meldpunt Discriminatie Internet over haatdragende en racistische teksten.
Tegenstanders beschuldigen SIOE ervan elk onwelvoeglijk geluid te censureren. Dit zou SIOE ongeloofwaardig maken aangezien vrijheid van meningsuiting en expressie kernpunten zijn tijdens demonstraties die ze organiseert.

##### Einde SIOE Nederland
Op 7 april 2008 maakte SIOE Nederland bekend te stoppen na onoverkomelijke meningsverschillen binnen de overkoepelende Europese SIOE organisatie. Een aantal mensen achter SIOE Nederland zijn daarop verdergegaan als Vrijheidsbeweging Nederland. Per 27 mei 2008 werd de naam opnieuw aangepast in Stop Islamisering Nederland.